# Górnica (województwo wielkopolskie)
Górnica (niem. Gornitz) – wieś w Polsce, położona w województwie wielkopolskim, w powiecie czarnkowsko-trzcianeckim, w gminie Trzcianka.
| SIMC    | Nazwa  | Rodzaj    |
| ------- | ------ | --------- |
| 1005554 | Młynek | część wsi |

W latach 1975–1998 miejscowość administracyjnie należała do województwa pilskiego.
Górnica jest położona pośród lasów, w dolinie Bukówki, w południowo-zachodniej części gminy, 14 km od Trzcianki. Niedaleko wsi przebiega turystyczny szlak rowerowy.

## Historia
Wieś powstała w 1801 r. w ramach akcji kolonizacyjnej, mającej na celu szybką germanizację zdobytych po rozbiorach ziem polskich. Od 1807 do 1815 roku niedaleko Górnicy przebiegała granica z Księstwem Warszawskim.
W Górnicy działał młyn, hotel, restauracja i szkoła. Młyn na rzece Kamionce został rozebrany w latach 60. dwudziestego wieku. W trakcie działań wojennych II wojny światowej Górnica została znacznie zniszczona, wyzwolenie nastąpiło 26 stycznia 1945.
Po II wojnie światowej wieś znalazła się w polskich granicach. Opuszczoną wieś zamieszkała w większości ludność z Kresów Wschodnich oraz województw: poznańskiego, warszawskiego i łódzkiego. W grudniu 1947 odbyło się w Górnicy i Przyłękach pierwsze po wojnie zbiorowe polowanie zorganizowane przez Koło Łowieckie z Trzcianki.

## Ogólne informacje
Obecnie wieś straciła charakter rolniczy ze względu na słabe piaszczyste gleby, natomiast przekształca się w miejscowość rekreacyjną dla ludności z pobliskiej Trzcianki oraz Poznania.
Przy drodze leśnej z Górnicy do Rychlika znajdują się pozostałości poniemieckiego cmentarza ewangelickiego, obecnie porośniętego lasem.